# Équipe de Suisse de football en 1958
Cet article présente les résultats de l'équipe de Suisse de football lors de l'année 1958.

## Bilan
|           | Nombre de matchs | Victoires | Défaites | Matchs nuls | Buts marqués | Buts encaissés |
| Domicile  | 2                | 0         | 1        | 1           | 0            | 2              |
| Extérieur | 3                | 0         | 3        | 0           | 3            | 7              |
| Neutre    | 0                | 0         | 0        | 0           | 0            | 0              |
| Total     | 5                | 0         | 4        | 1           | 3            | 9              |

## Matchs et résultats
| Match amical                              | Suisse  | 0 - 0 | France | Stade Saint-Jacques, Bâle                    |                                              |
| 16 avril 1958 · Historique des rencontres |         |       |        | Spectateurs : 36 019 Arbitrage : Piet Roomer | Spectateurs : 36 019 Arbitrage : Piet Roomer |
| 16 avril 1958 · Historique des rencontres | Rapport |       |        | Spectateurs : 36 019 Arbitrage : Piet Roomer | Spectateurs : 36 019 Arbitrage : Piet Roomer |

| Match amical                           | Suède                           | 3 - 2   | Suisse          | Olympia, Helsingborg                               |                                                    |
| 7 mai 1958 · Historique des rencontres | Löfgren 15e · Simonsson 36e 47e | (2 - 2) | 8e 44e Allemann | Spectateurs : 21 000 Arbitrage : Lucien van Nuffel | Spectateurs : 21 000 Arbitrage : Lucien van Nuffel |
| 7 mai 1958 · Historique des rencontres | Rapport                         |         |                 | Spectateurs : 21 000 Arbitrage : Lucien van Nuffel | Spectateurs : 21 000 Arbitrage : Lucien van Nuffel |

| Match amical                            | Suisse  | 0 - 2   | Belgique                    | Hardturm, Zurich                                        |                                                         |
| 26 mai 1958 · Historique des rencontres |         | (0 - 1) | 35e Stockman · 70e Paeschen | Spectateurs : 28 000 Arbitrage : Juan Gardeazábal Garay | Spectateurs : 28 000 Arbitrage : Juan Gardeazábal Garay |
| 26 mai 1958 · Historique des rencontres | Rapport |         |                             | Spectateurs : 28 000 Arbitrage : Juan Gardeazábal Garay | Spectateurs : 28 000 Arbitrage : Juan Gardeazábal Garay |

| Coupe internationale européenne 1955-1960     | Tchécoslovaquie            | 2 - 1   | Suisse    | Tehelné pole, Bratislava                           |                                                    |
| 20 septembre 1958 · Historique des rencontres | Scherer 41e · Moravčík 49e | (1 - 1) | 28e Meier | Spectateurs : 55 000 Arbitrage : Lucien van Nuffel | Spectateurs : 55 000 Arbitrage : Lucien van Nuffel |
| 20 septembre 1958 · Historique des rencontres | Rapport                    |         |           | Spectateurs : 55 000 Arbitrage : Lucien van Nuffel | Spectateurs : 55 000 Arbitrage : Lucien van Nuffel |

| Match amical                                | Pays-Bas        | 2 - 0   | Suisse | De Kuip, Rotterdam                              |                                                 |
| 2 novembre 1958 · Historique des rencontres | Kruiver 30e 74e | (1 - 0) |        | Spectateurs : 64 000 Arbitrage : Maurice Guigue | Spectateurs : 64 000 Arbitrage : Maurice Guigue |
| 2 novembre 1958 · Historique des rencontres | Rapport         |         |        | Spectateurs : 64 000 Arbitrage : Maurice Guigue | Spectateurs : 64 000 Arbitrage : Maurice Guigue |